# Jänkkäjärvi (Gällivare socken, Lappland, 748274-169994)
Jänkkäjärvi är en sjö i Gällivare kommun i Lappland och ingår i Kalixälvens huvudavrinningsområde. Sjön har en area på 0,184 kvadratkilometer och ligger 580 meter över havet. Jänkkäjärvi ligger i Lina fjällurskog Natura 2000-område. Sjön avvattnas av vattendraget Veikijoki.

## Delavrinningsområde
Jänkkäjärvi ingår i det delavrinningsområde (748313-169958) som SMHI kallar för Inloppet i Kotijärvi. Medelhöjden är 629 meter över havet och ytan är 14,47 kvadratkilometer. Det finns inga avrinningsområden uppströms utan avrinningsområdet är högsta punkten. Veikijoki som avvattnar avrinningsområdet har biflödesordning 3, vilket innebär att vattnet flödar genom totalt 3 vattendrag innan det når havet efter 257 kilometer. Avrinningsområdet består mestadels av skog (56 procent) och kalfjäll (37 procent). Avrinningsområdet har 0,6 kvadratkilometer vattenytor vilket ger det en sjöprocent på 4,2 procent.